# Сливинский, Владимир Ричардович
Владимир Ричардович Сливинский (4 июня 1894, Москва — 7 августа 1949, там же) — советский оперный певец (баритон). Заслуженный артист РСФСР (1933)

## Биография
Сын учителя математики и русского языка. В детские год пел в церковном хоре. Окончил юридический факультет Московского университета (1916). Работал на таможне, затем в Наркомате труда РСФСР.
С 1918 года занимался пением у бывшего певца Н. П. Миллера. Затем в 1920 году стал учеником другого певца и педагога — Н. Г. Райского. В 1923 году окончил Московскую консерваторию. Годом ранее дебютировал в «Свободной опере» (бывшая Опера Зимина) в заглавной партии в опере П. И. Чайковского «Мазепа».
В 1922—1924 годах солист «Свободной оперы». В 1924 году был приглашён в Мариинский театр, в котором работал по 1930 год. В 1930 перешёл в Большой театр.
Также был известен и как камерный исполнитель. Дал множество концертов, как сольных, так и совместных с А. В. Неждановой, Н. К. Печковским, М. П. Максаковой, С. Я. Лемешевым, В. В. Барсовой, с Квартетом им. Р. М. Глиера, с Оркестром народных инструментов под управлением Н. П. Осипова. Был одним из первых исполнителей произведений современных композиторов — Ю. А. Шапорина, И. П. Шишова.
В 1934 году в составе концертной бригады выступал на Дальнем Востоке в пограничных войсках, в 1935 году — на Черноморском флоте.
В 1948 году ушёл из театра и занялся педагогической деятельностью.
Умер 7 августа 1949 года. Похоронен на Введенском кладбище (25 уч.).

## Репертуар
- П. И. Чайковский «Мазепа» — Мазепа
- А. Г. Рубинштейн «Демон» — Демон
- Ш. Гуно «Фауст» — Валентин
- Дж. Верди «Травиата» — Жорж Жермон
- Р. Леонкавалло «Паяцы» — Сильвио
- Дж. Мейербер «Гугеноты» — Невер
- М. П. Мусоргский «Борис Годунов» — Щелкалов
- А. И. Юрасовский «Трильби» — Санди
- П. Н. Триодин «Князь Серебряный» — Князь Серебряный
- П. И. Чайковский «Евгений Онегин» — Евгений Онегин
- П. И. Чайковский «Пиковая дама» — Елецкий
- В. Моцарт «Дон Жуан» — Дон Жуан
- Дж. Пуччини «Чио-Чио-сан» — Шарплес
- Дж. Верди «Бал-маскарад» — Ренато
- Ж. Бизе «Кармен» — Эскамильо
- Н. А. Римский-Корсаков «Садко» — Веденецкий гость
- Дж. Верди «Трубадур» — граф ди Луна
- П. И. Чайковский «Черевички» — Светлейший
- О. С. Чишко «Броненосец Потёмкин» — офицер Клодт

## Награды
- Заслуженный артист РСФСР (1933)
- Орден «Знак Почёта» (02.06.1937) — за выдающиеся заслуги в деле развития оперного и балетного искусства